# 外屏四
外屏四（μ Psc/ 双鱼座μ)是双鱼座的一个包含三颗成员星的聚星系统，距离地球约360光年。